# Bjarne Lingås
Bjarne Lingås (7. januar 1933 i Kristiansand – 19. november 2011) var en norsk bokser. Han blev norgemester seks gange i vægtklassen sværvægt og letsværvægt. Han blev nordisk mester i letsværvægt i 1955. I 1954 deltog han på europaholdet i Golden Glove-turneringen i USA, og vandt sine to matcher. For denne præstation blev han tildelt Morgenbladets Gullmedalje.
Under en bokselandskamp mod Sverige i 1951, arrangeret på Bislett stadion, besejrede Lingås svenskernes Ingemar Johansson, som senere blev verdensmester for professionelle. 
Lingås repræsenterede Norge under OL 1952 i Helsingfors. Han fik walk-over i første runde, og blev slået ud af brasilianeren Lucio Grotone i anden runde. 